# Wasserstandsbegrenzer

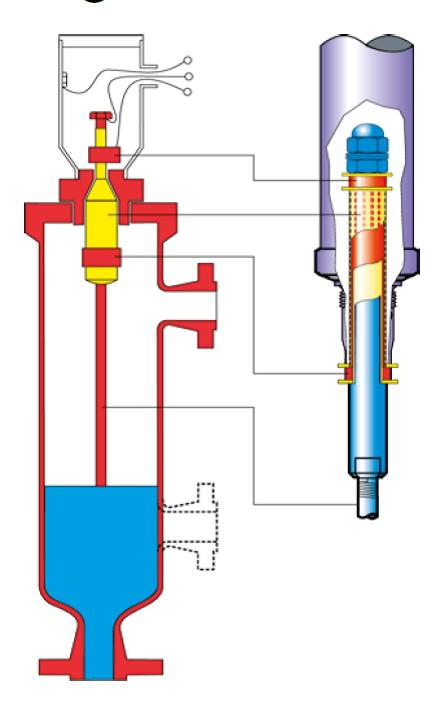
Wasserstandsbegrenzer „besonderer Bauart“

Wasserstandsbegrenzer dienen der Überwachung des niedrigsten Wasserstandes in einem Dampf- oder Heißwasserkessel.
Bei Unterschreitung des niedrigsten Wasserstandes besteht die Gefahr des Kesselzerknalls infolge des Durchbrennens der jetzt nicht mehr gekühlten Rauchrohre bzw. im extremen Fall der Flammrohre. Beim Durchbrennen gelangt der gesamte Wasserinhalt in Verbindung mit dem atmosphärischen Druck, d. h. das gesamte Wasser (hier sind mehrere Tonnen denkbar) wird schlagartig entspannt. Durch die massive Volumenzunahme kann es zum Absprengen von Brenner, Wendekammertür etc. oder dem Zerknall des Kesselkörpers kommen. In extremen Fällen kann der Kessel sogar aus dem Kesselhaus katapultiert werden. Sichere und zuverlässige Systeme sind hier das oberste Gebot. Grundlagen für die Forderung nach zuverlässigen Wasserstandbegrenzern findet man in den Regelwerken VdTÜV-Merkblatt „Wasserstand 100“, in den TRD-Regelwerken (401–402, 601–604 [nationale Regelwerke]) bzw. in den EN-Regelwerken EN 12952 Teil 7 und 11 (Wasserrohrkessel) sowie  EN 12953 Teil 6 und 9 (Großwasserraumkessel). Wie im VdTÜV-Merkblatt „Wasserstand 100“ werden die Anforderungen an die Begrenzereinrichtung im europäischen Regelwerk in den Teilen 12952-11 und 12953-9 geregelt.

## Funktionsweise
Konduktive Wasserstandbegrenzer „Besonderer Bauart“ nutzen für die Überwachung des Füllstandes die elektrische Leitfähigkeit des Kesselwassers. Die Geräte basieren auf dem Prinzip der Wheatstoneschen Messbrücke. Bei den Geräten „Besonderer Bauart“ wird aufgrund der besonderen Konstruktion der elektromechanische Teil der Elektrode (Isolierung, Durchführung, Kabelverbindung) permanent auf Funktionssicherheit überwacht. In dem dazugehörigen Auswertegerät erfolgt ergänzend ein periodischer Selbsttest auf Redundanzverlust sowie eine Überprüfung der Relaisausgangskontakte, die in den Kesselschutz eingreifen und den Kessel in den sicheren Zustand schalten. Wasserstandbegrenzer nach dem aktuellen Stand der Technik entsprechen den Anforderungen nach funktionaler Sicherheit gem. IEC 61508 und sind gem. SIL (Sicherheitsintegritätslevel) zertifiziert.

## Anwendung
Wasserstandbegrenzer „Besonderer Bauart“ zeichnen sich aus durch:

- Verzicht auf mechanisch bewegte Teile
- robuste Konstruktion bis PN 320
- unempfindlich gegen Erschütterungen
- langlebig, auch Elektroden sind keine Verschleißteile
- hohe Zuverlässigkeit durch interne Überwachung
- leichte Handhabung und Installation
- Höchster Sicherheitsstandard mit EG- und TÜV-Baumusterprüfung
- Zertifiziert nach SIL 3
- Zulassungen von zahlreichen Klassifikationsgesellschaft für Schiffskesselanlagen
- hohe Schaltpunktgenauigkeit
- einfacher Funktionstest

Dadurch sind ihre bevorzugten Einsatzgebiete:
- Dampferzeuger (Großwasserraum- und Wasserrohrkessel) bis PN 320
- Heißwassererzeugungsanlagen
- in Land- und Schiffskesselanlagen